# David Tufekčić
David Tufekčić, né le 22 janvier 2004 à Bergen en Norvège, est un footballeur norvégien qui évolue au poste d'ailier droit au Kristiansund BK.

## Biographie

### En club
Né à Bergen en Norvège, David Tufekčić commence le football au IL Gneist avant de rejoindre le FK Fyllingsdalen (en), où il commence sa carrière dans les divisions inférieures du football norvégienne.
En 2022 David Tufekčić rejoint le SK Brann, jouant dans un premier temps avec l'équipe réserve du club. Il signe un nouveau contrat professionnel le 20 juin 2023.
Le 17 juin 2024, Tufekčić rejoint le Kristiansund BK sous la forme d'un prêt.
Tufekčić est transféré définitivement au Kristiansund BK le 31 août 2024, signant un contrat courant jusqu'en décembre 2027.
Il inscrit son premier but pour le Kristiansund BK le 15 septembre 2024, lors d'une rencontre de championnat face au Sarpsborg 08 FF. Entré en jeu à la place d'Oskar Sivertsen, il marque cinq minutes plus tard en ouvrant le score, et participe ainsi à la victoire des siens (0-2 score final). Il s'agit de son premier but en professionnel également.
Au début de la saison 2025, Tufekčić s'impose comme un joueur important du Kristiansund BK, gagnant une place de titulaire.